# Craco
Craco är en ort och kommun i provinsen Matera, i regionen Basilicata i södra Italien. Kommunen hade 725 invånare (2017) och gränsar till kommunerna Ferrandina, Montalbano Jonico, Pisticci, San Mauro Forte, Stigliano.
Gamla staden är en spökstad, Övergiven i början av 1960-talet på grund av jordskred. I dag är staden en plats för inspelningen av många filmer som The Passion of the Christ av Mel Gibson och Vägen till Betlehem av Catherine Hardwicke, Quantum of Solace av Marc Forster.